# 皇家約克站
皇家約克站（英語：Royal York Station）是一座多倫多地鐵布魯亞－丹佛線車站，坐落加拿大安大略省多倫多怡陶碧谷皇家約克路（Royal York Avenue）和布魯亞西街（Bloor Street West）的交界處，於1968年5月10日開幕。
下列由多倫多公車局營運的巴士線駛經皇家約克站：
- 15號伊雲斯巴士線（Evans）
- 48號華富賓巴士線（Rathburn）
- 73號皇家約克巴士線（Royal York）
- 76號南皇家約克巴士線（Royal York）

## 外部連結
- 维基共享资源上的相關多媒體資源：皇家約克站
- （英文）TTC Royal York Station （页面存档备份，存于）－多倫多公車局網站 皇家約克站頁面